# NGC 6449
NGC 6449 је спирална галаксија у сазвежђу Змај која се налази на NGC листи објеката дубоког неба.
Деклинација објекта је + 56° 48' 15" а ректасцензија 17h 43m 46,6s. Привидна величина (магнитуда) објекта NGC 6449 износи 13,8 а фотографска магнитуда 14,5. NGC 6449 је још познат и под ознакама UGC 10965, MCG 9-29-20, CGCG 278-20, IRAS 17429+5649, PGC 60762.